# 허가
|                        |
| 행정행위               |
| 행정행위의 분류        |
| 법률행위적 행정행위    |
| 하명 · 허가            |
| 면제 · 특허            |
| 대리 · 인가            |
| 준법률행위적 행정행위  |
| 확인행위 · 공증행위    |
| 통지행위 · 수리행위    |
| 성립요건               |
| 주체 · 내용            |
| 절차 · 형식            |
| 행정행위의 부관의 종류 |
| 조건 · 기한            |
| 부담 · 취소권 유보     |
| 법률효과의 일부배제    |

허가(許可 )는 행정청이 법령에 의한 일반적·상대적 금지(부작위의무)를 특정한 경우에 해제하여 적법하게 일정한 사실행위 또는 법률행위를 할 수 있도록 자유를 회복시켜 주는 행정행위를 말한다.
하명에 의한 금지를 해제하여 자연의 자유 또는 법률행위를 특정의 경우에 회복시켜 주는 명령적 행위이다(다수설, 판례). 다만, 허가는 제한을 해제하여 적법한 권리행사를 가능하게 하여주는 행위이므로 형성적 행위의 성질을 가지며, 이러한 점에서 허가와 특허의 구분은 상대화되어 가고 있다고 보는 견해가 있다. 

## 허가행위에 대한 행정청의 재량권 논의
허가는 법학적으로 공익목적을 위해서 제한되었던 자유를 본 상태로 회복시켜주는 것이므로 법령에 특별한 규정이 없는 한 기속행위 내지 기속재량행위이다(통설). 
그러나 일부 허가행위의 경우 중대한 공익상 필요가 있다고 인정될 때에는 법규에 근거가 없더라도 허가를 재량적으로 거부할 수 있다고 판결한 경우도 있다. 대한민국에서는 아래와 같은 허가행위에 행정청의 재량권을 인정하고 있다.
- 산림형질변경허가(97누 1228)
- 산림 내에서의 토사채취(2005두 9736)
- 입목의 벌채허가(2001두 5866)

## 허가의 상대방
허가는 언제나 구체적 처분의 형식으로 행하여지며, 특정의 상대방에 대하여 개별적으로 행하여지는 것이 원칙이다.(예；음식점 영업허가), 불특정 다수인에 대하여 행하는 때도 있다(예；통행금지의 해제).

## 판례
- 일반적으로 행정처분에 효력기간이 정하여져 있는 경우에는 그 기간의 경과로 그 행정처분의 효력은 상실되고, 다만 허가에 붙은 기한이 그 허가된 사업의 성질상 부당하게 짧은 경우에는 이를 그 허가 자체의 존속기간이 아니라 그 허가조건의 존속기간으로 보아 그 기한이 도래함으로써 그 조건의 개정을 고려한다는 뜻으로 해석할 수는 있지만, 그와 같은 경우라 하더라도 그 허가기간이 연장되기 위하여는 그 종기가 도래하기 전에 그 허가기간의 연장에 관한 신청이 있어야 하며, 만일 그러한 연장신청이 없는 상태에서 허가기간이 만료하였다면 그 허가의 효력은 상실된다.[2]
- 그 반대로 허가 기간이 경과되어 기간연장 신청하는 것은 새로운 허가를 내용으로 하는 행정처분을 구하는 것을 본다. 종전의 허가가 기한의 도래로 실효한 이상 원고가 종전 허가의 유효기간이 지나서 신청한 이 사건 기간연장신청은 그에 대한 종전의 허가처분을 전제로 하여 단순히 그 유효기간을 연장하여 주는 행정처분을 구하는 것이라기 보다는 종전의 허가처분과는 별도의 새로운 허가를 내용으로 하는 행정처분을 구하는 것이라고 보아야 할 것이어서, 이러한 경우 허가권자는 이를 새로운 허가신청으로 보아 법의 관계 규정에 의하여 허가요건의 적합 여부를 새로이 판단하여 그 허가 여부를 결정하여야 할 것이다.[3]
- 종전의 허가가 기한의 도래로 실효되었다고 하여도 종전 허가의 유효기간이 지나서 기간연장을 신청하였다면 종전 허가와는 별개로 새로운 허가를 내용으로 하는 행정처분을 구한 것으로 보아야 한다[4]
- 토지수용을 위한 사업인정은 형성행위로서 특허이다[5]

## 참고 문헌
- 김철용, 행정법 2(김철용)(제5판), 박영사. (ISBN 9788910513230)